# Evropska filatelistična akademija
Evropska filatelistična akademija (francosko: Académie Européenne de Philatélie, angleško: European Academy of Philately), kot se danes imenuje, je bila ustanovljena 28. januarja 1978 v Parizu. Njeno temeljno vodilo je zbiranje, ohranjanje in širjenje filatelističnega znanja med ljubitelji in zbiralci poštnega gradiva.